# Andreas Furrer (Jurist)
Andreas Furrer (* 1963) ist ein Schweizer Rechtswissenschaftler.

## Leben
Andreas Furrer erwarb das Lizenziat 1989 an der Universität Fribourg, den Magister des Europäischen Rechts 1990 an der Universität Saarbrücken, den Dr. iur. 1994 an der Universität St. Gallen, 1994 die Zulassung als Rechtsanwalt und die Habilitation 2001 an der Universität St. Gallen. Er ist Professor für Privatrecht, Rechtsvergleichung, Internationales Privatrecht und Europarecht an der Universität Luzern.
Seine Forschungsinteressen sind Transport- und Logistikrecht, IPR und europäisches Privatrecht, schweizerisches Obligationenrecht, Schiedsgerichtsbarkeit und Blockchain und Smart Contracts.

## Schriften (Auswahl)
- Die Sperrwirkung des sekundären Gemeinschaftsrechts auf die nationalen Rechtsordnungen. Die Grenzen des nationalen Gestaltungsspielraums durch sekundärrechtliche Vorgaben unter besonderer Berücksichtigung des „nationalen Alleingangs“. Baden-Baden 1994, ISBN 3-7890-3368-5.
- Zivilrecht im gemeinschaftsrechtlichen Kontext. Das europäische Kollisionsrecht als Koordinierungsinstrument für die Einbindung des Zivilrechts in das europäische Wirtschaftsrecht. Bern 2002, ISBN 3-7272-9253-9.
- Schweizerisches Fracht-, Speditions- und Lagerrecht. Bern 2016, ISBN 3-7272-3222-6.
- mit Alexandra Körner und Christian Benz: Die Warentransportversicherung. Bern 2016, ISBN 3-7272-3210-2.